# Козарево (Ленинградская область)
Ко́зарево — деревня в составе Вындиноостровского сельского поселения Волховского района Ленинградской области.

## История
На карте Санкт-Петербургской губернии Ф. Ф. Шуберта 1834 года обозначена деревня Казарево, состоящая из 21 крестьянского двора.

КОЗАРЕВО — деревня принадлежит Казённому ведомству, число жителей по ревизии: 52 м. п., 50 ж. п. (1838 год)

На карте профессора С. С. Куторги 1852 года отмечена деревня Казарево из 21 двора.

КОЗАРЕВО — деревня Ведомства государственного имущества, по просёлочной дороге, число дворов — 14, число душ — 63 м. п. (1856 год)

КОЗАРЕВО — деревня казённая при колодцах, число дворов — 17, число жителей: 70 м. п., 71 ж. п. (1862 год)

Деревня Козарево сначала принадлежала приходу церкви Святого Архангела Михаила, а в дальнейшем Покровской церкви в селе Вольково. По данным на 1885 год:«Деревня Козарево населена беспоповцами, питающими к православным чувство ненависти. Здесь, впрочем, живут несколько православных. Всех жителей 23 двора 58 душ мужского пола и 69 женского».
В конце XIX века деревня административно относилась к Михайловской волости 1-го стана Новоладожского уезда Санкт-Петербургской губернии, в начале XX века — 2-го стана.
По данным «Памятной книжки Санкт-Петербургской губернии» за 1905 год деревня называлась Казарево и являлась единственным населённым пунктом Казаревского сельского общества.
- Деревня Козарево на карте 1915 года

Согласно военно-топографической карте Петроградской и Новгородской губерний издания 1915 года в деревне Козарево находились три ветряные мельницы и казармы железнодорожных рабочих.
С 1917 по 1919 год деревня Козарово входила в состав Козаревского сельсовета Михайловской волости Новоладожского уезда.
С 1919 года в составе Пролетарской волости.
С 1923 года в составе Морозовского сельсовета Волховского уезда.
С 1924 года в составе Вольковского сельсовета.
Согласно данным переписи населения СССР 1926 года в деревне Козарево проживал 191 человек — все русские.
С 1927 года в составе Волховского района.
В 1929 году население деревни Козарово также составляло 191 человек.
По данным 1933 года деревня Козарево входила в состав Вольковского сельсовета.
В 1938 году население деревни Козарово составляло 140 человек.
- План деревни Козарево 1941 год

Согласно топографической карте РККА 1941 года деревня насчитывала 40 дворов. В деревне находились железнодорожные казармы.
С 1960 года в составе Волховского сельсовета.
По данным 1966 и 1973 годов деревня называлась Казарево и входила в состав Плехановского сельсовета. Железнодорожная платформа расположенная в деревне, также называлась Казарево.
По данным 1990 года деревня Козарево входила в состав Староладожского сельсовета.
23 февраля 1995 года деревня была передана из Староладожской в состав Вындиноостровской волости.
В 1997 году в деревне Козарево Вындиноостровской волости проживали 55 человек, в 2002 году — 42 человека (все русские).
В 2007 году в деревне Козарево Вындиноостровского СП — 54.

## География
Деревня находится в западной части района на автодороге 41К-396 (Заднево — Хотово).
Расстояние до административного центра поселения — 24 км.
В деревне находится остановочный пункт 115 км на ж/д линии Волховстрой I — Мга.
К западу от деревни протекает река Чаженка.

## Демография
| 1862 | 2002 | 2007 | 2010 | 2017 |
| ---- | ---- | ---- | ---- | ---- |
| 141  | ↘42  | ↗54  | ↘41  | ↗45  |

### Национальный состав
Согласно данным Всероссийской переписи населения 2021 года в деревне проживал 41 человек, из них: русские — 40, другие национальности — 1 человек.

## Улицы
Новостроев, Полевая, Центральная.